# Station Mońki
Station Mońki is een spoorwegstation in de Poolse plaats Mońki.